# 纤维二糖磷酸化酶
纤维二糖磷酸化酶（EC 2.4.1.20，缩写CBP）是一种己糖基转移酶。它参与淀粉与蔗糖的代谢，并能催化以下反应：
纤维二糖 + 磷酸盐 {\displaystyle \rightleftharpoons } α-D-葡萄糖-1-磷酸盐 + D-葡萄糖

## 结构研究
2006年末，纤维二糖磷酸化酶的两种结构已被解析，PDB代码为2CQS和2CQT。